# Làbrids

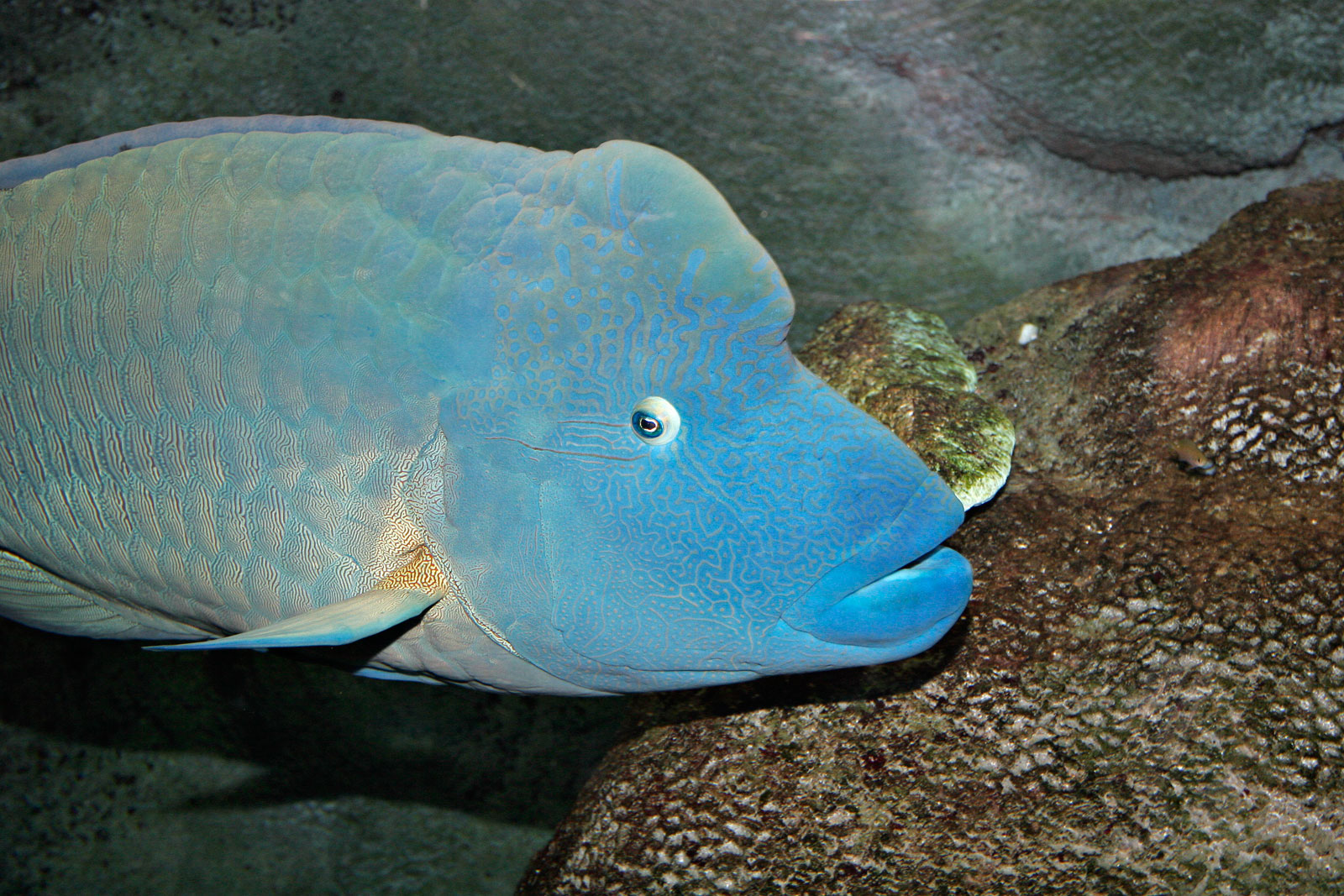
Cheilinus undulatus

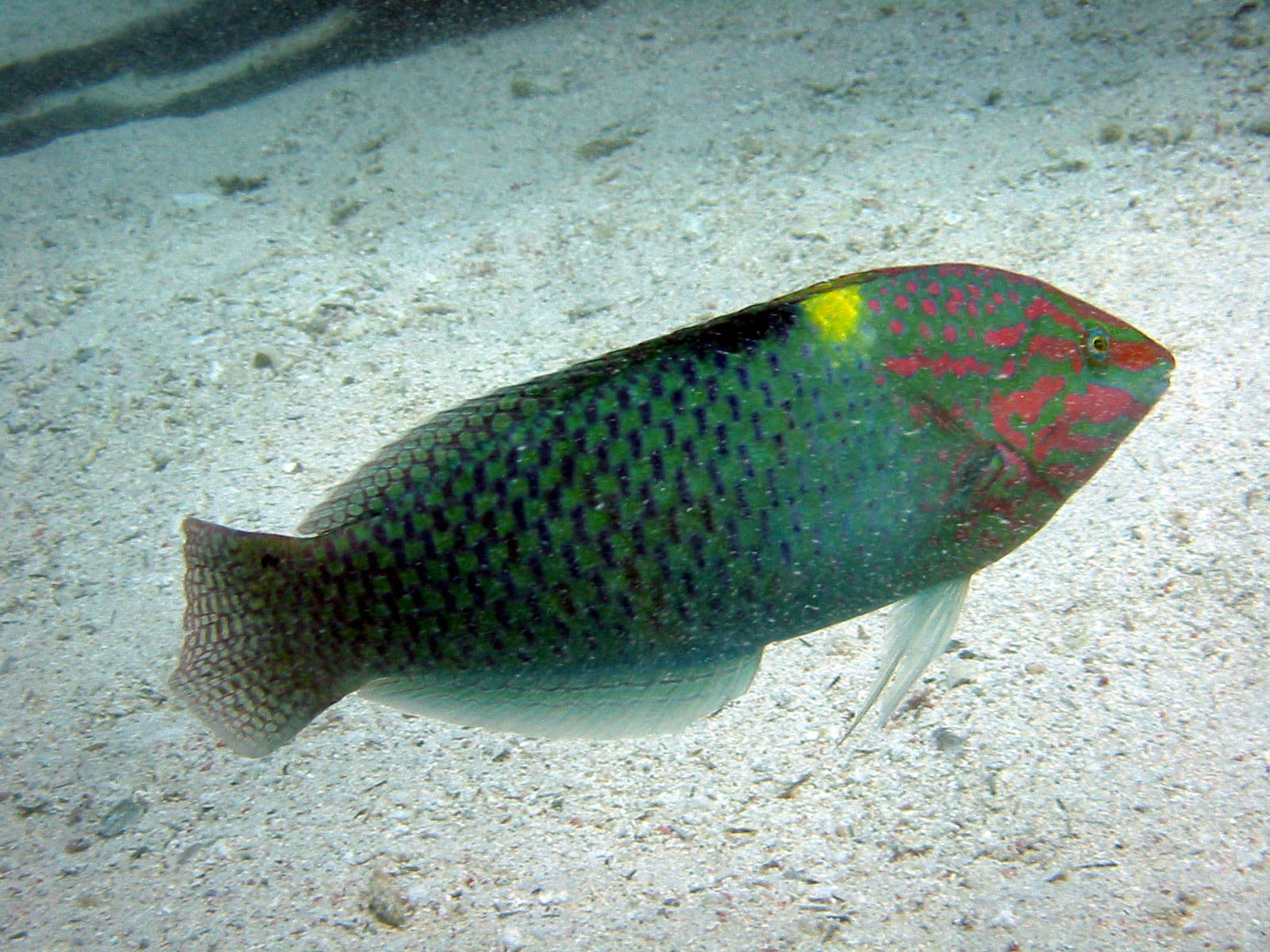
Halichoeres hortulanus fotografiat a Egipte.

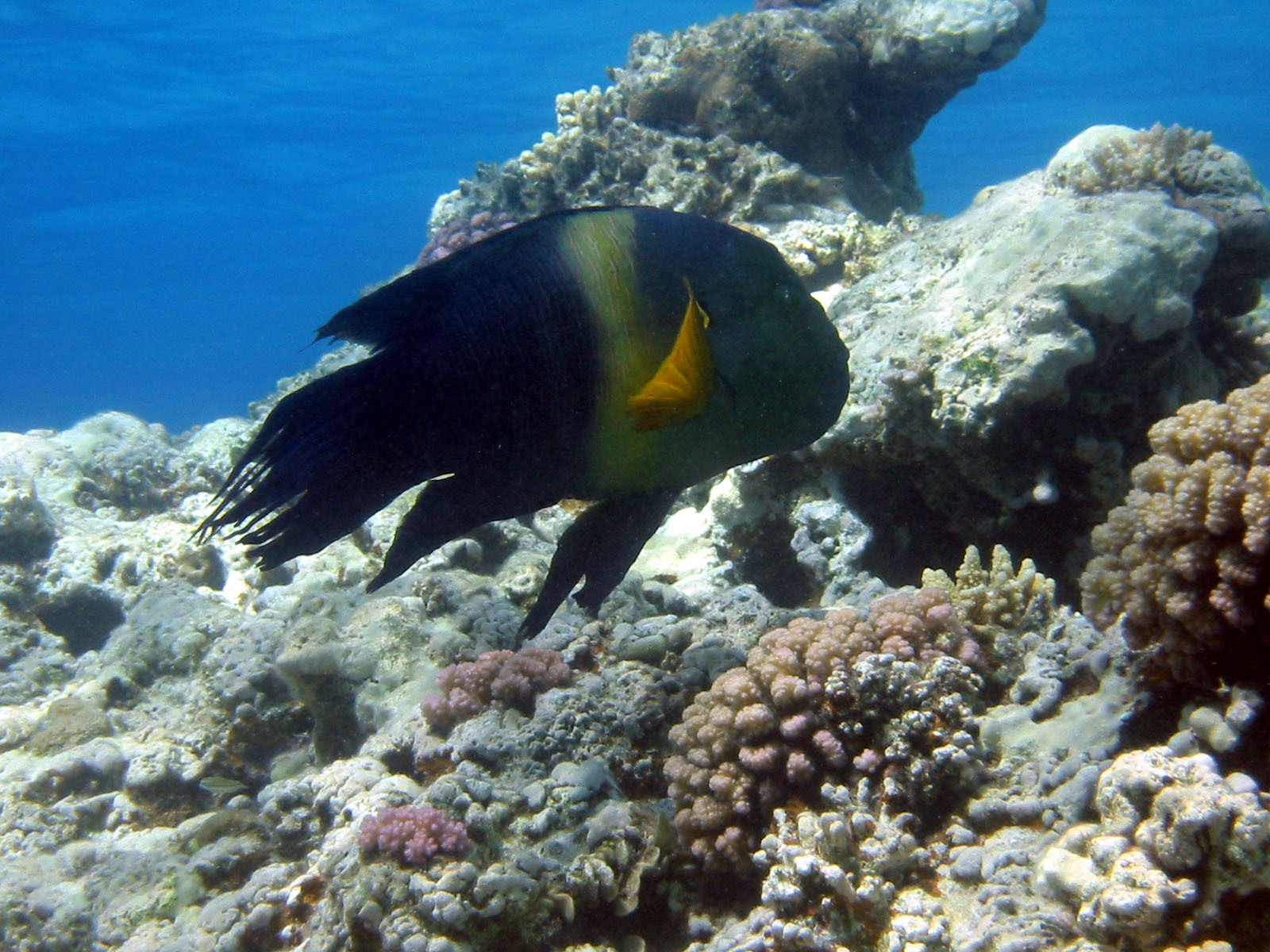
Cheilinus lunulatus fotografiat a Egipte.

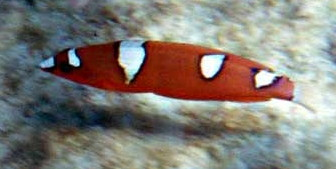
Exemplar immadur de Coris gaimard

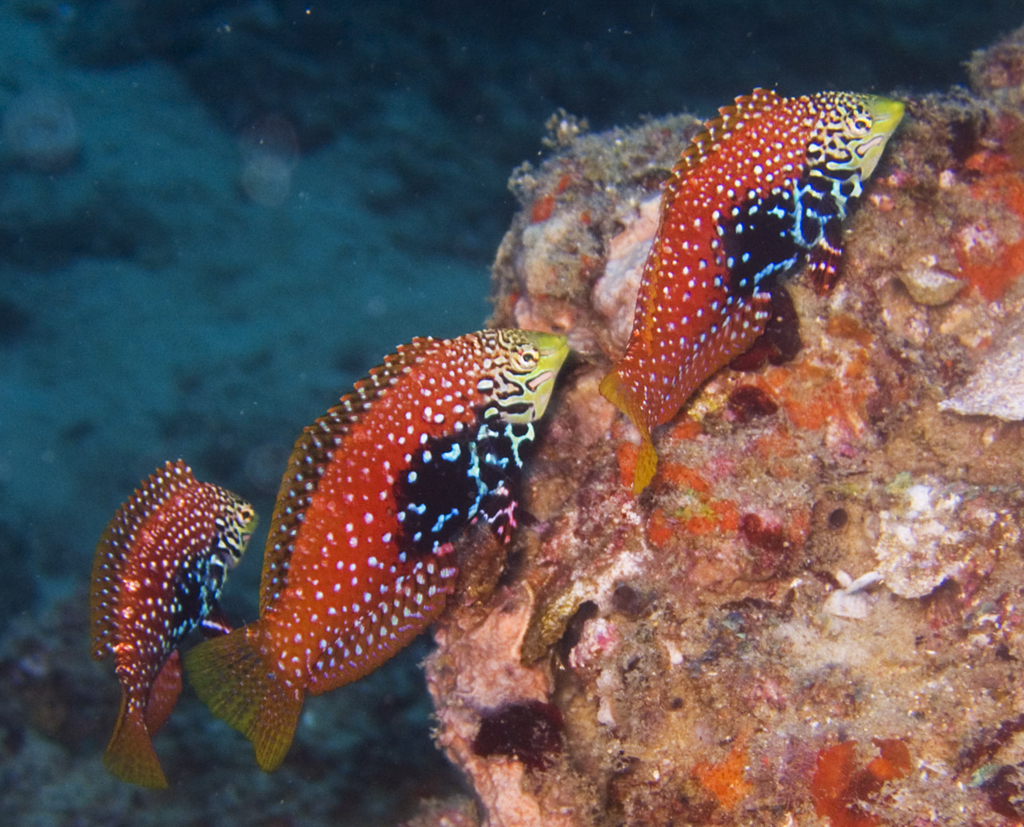
Macropharyngodon bipartitus

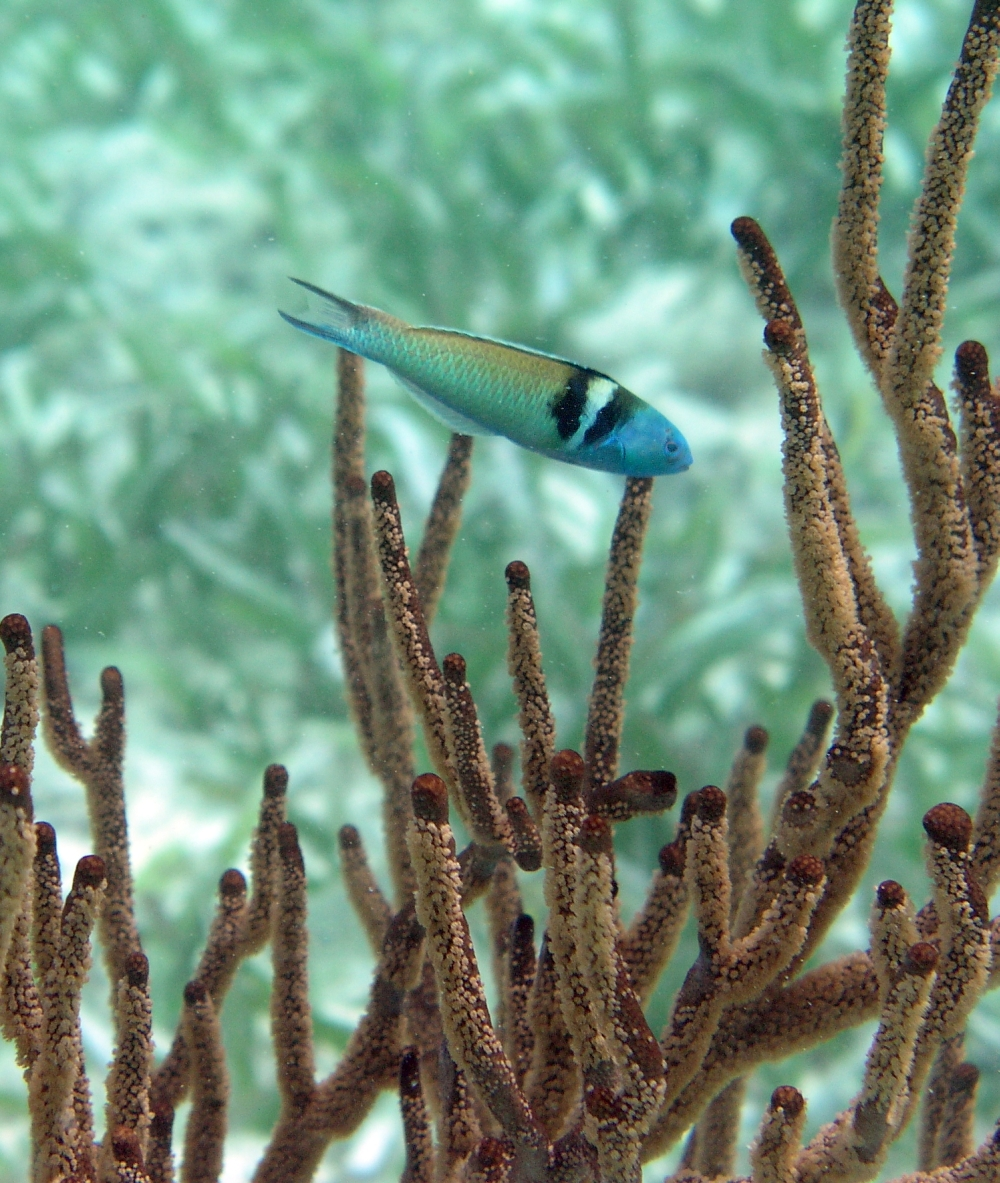
Thalassoma bifasciatum fotografiat a Belize.

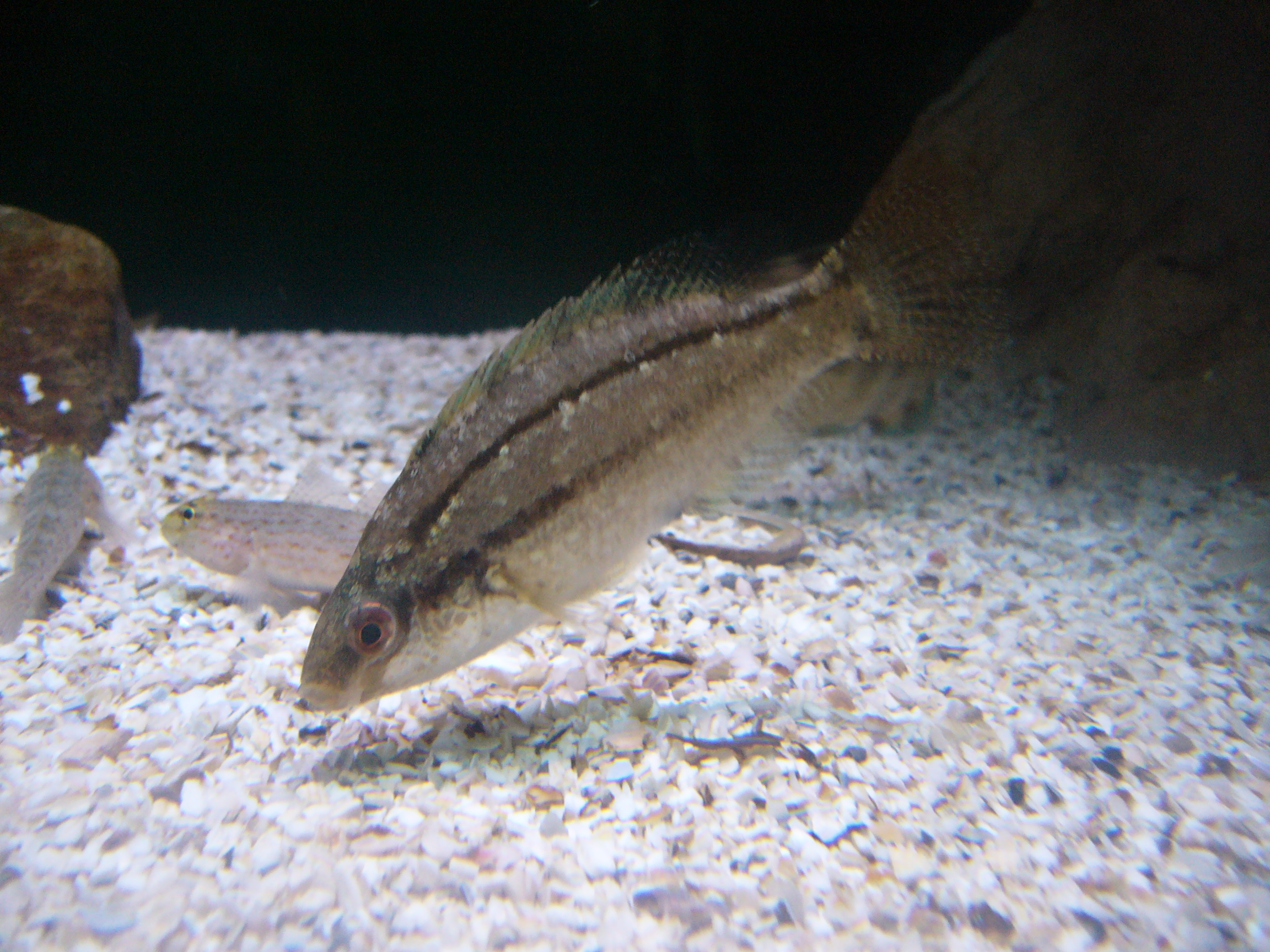
Symphodus cinereus

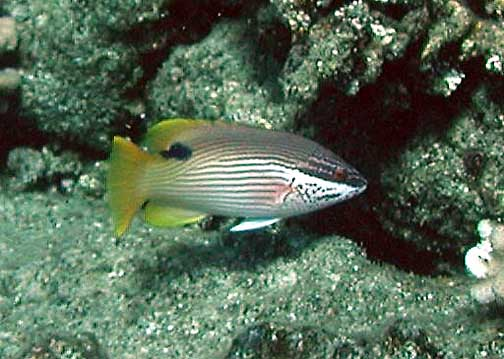
Bodianus bilunulatus

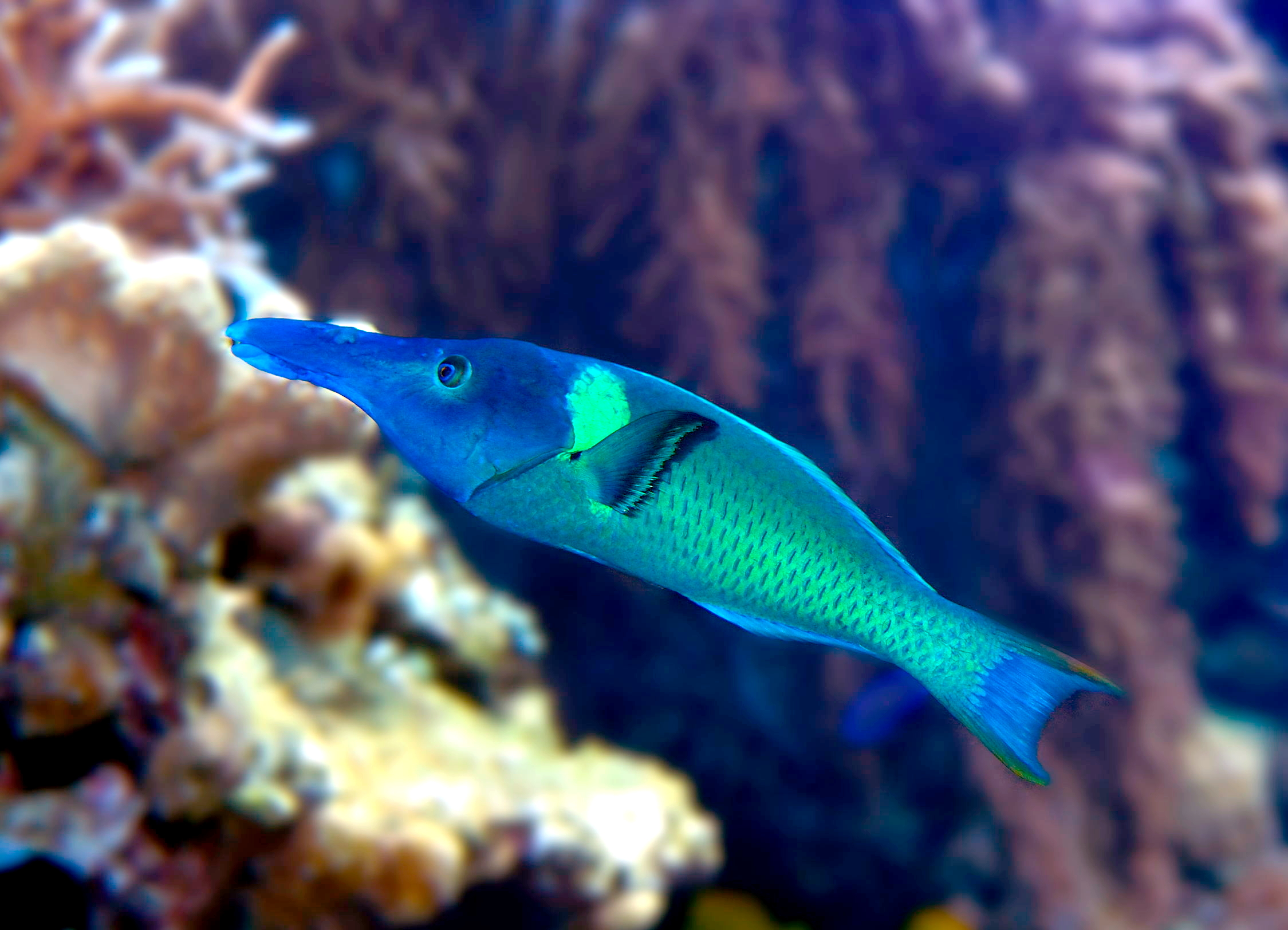
Gomphosus caeruleus

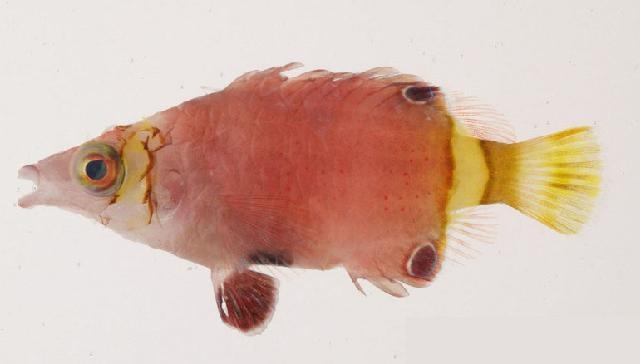
Wetmorella nigropinnata

Els làbrids (Labridae) són una família de peixos de l'ordre dels perciformes, la qual és ben representada a les mars tropicals i temperades.

## Ictionímia
L'enorme varietat de formes i colors dels peixos d'aquesta família, abans que es comprovés la relació entre color i sexe i l'existència de variacions individuals, fou causa de la descripció d'un elevat nombre de suposades espècies, fet que ha donat lloc a l'existència de sinonímies molt complexes, les quals foren estudiades per Quignard. Això, unit a la circumstància que un mateix nom específic ha estat aplicat a espècies diferents per diferents autors, complica notablement la interpretació de les cites antigues que mai no van acompanyades de descripció.
També la nomenclatura catalana ha estat afectada per aquests factors, ja que la variabilitat intraespecífica ha dificultat la generació de noms populars inequívocs. Els ictiòlegs catalans han tingut el costum d'atribuir a cada espècie tots els noms que els havien estat adjudicats per autors precedents, sense valorar-ne l'adequació ni l'efecte pertorbador de sinonímies incorrectes en la nomenclatura científica. Exemple d'això és el cas del nom de llavió atribuït incorrectament a Symphodus doderleini. La majoria dels ictiòlegs que han estudiat els peixos de la mar Catalana, en lloc del nom genèric Symphodus (Rafinesque, 1810), han emprat el sinònim posterior Crenilabrus (Cuvier, 1815) i el darrer en fer-ho servir fou Nadal Fortià. El primer a fer ús de Symphodus fou Fage, i molt més tard el seguiren Lozano Rey, Lloris et al. i Sostoa et al.
En la nomenclatura popular catalana el nom de tord és aplicable indistintament a qualsevol espècie dels gèneres Labrus i Symphodus. El mateix s'esdevé en la nomenclatura italiana. Així, i segons Tortonese: "Tordi è il nome italiano che vale per tutti i Labrus e che si ritrova in molti dialetti... I nomi dialettali in uso per i Labrus si applicano molto spesso anche ai Symphodus."

## Morfologia
Són peixos de cos generalment allargat, moderadament comprimit, recobert d'escates grosses, amb la boca més aviat petita i protràctil, i els llavis generalment carnosos i gruixuts. Les dents (caniniformes o incisiviformes) presents en una o més sèries sobre les maxil·les, manquen totalment sobre el vòmer i els palatins. Els ossos faringis porten dents granulars: els inferiors estan soldats, mentre que els superiors segons, tercer i quart estan també soldats formant la placa faríngia superior. La línia lateral generalment té una marcada inflexió cap avall anterior al peduncle caudal. Aleta dorsal única, allargada i amb els radis espinosos units als radis tous. Aletes ventrals en posició toràcica. Marge posterior de la caudal generalment arrodonit o recte. Aleta anal també allargada. 23-42 vèrtebres. Opercle llis i preopercle dentat. Solen ésser petits però n'hi ha de tropicals amb talles molt grosses. Segons les espècies, presenten casos d'hermafroditisme i de dimorfisme sexual molt marcats. Són generalment termòfils, de colors molt variats i sovint molt vistosos. El color no depèn sols de l'edat i el sexe: també hi ha variacions individuals, motivades o no pels colors dominants a l'entorn del lloc on viuen.

## Reproducció
Gairebé totes les seues espècies europees són hermafrodites proterogíniques, és a dir neixen femelles però, a mesura que van creixent, les femelles dominants es van transformant d'una manera gradual en mascles. En moltes espècies el canvi de sexe va acompanyat d'un notable canvi de coloració: la de la fase inicial femenina és la lliurea primària, i la de la fase masculina és la lliurea secundària.

## Alimentació
Mengen petits crustacis, mol·luscs i cucs.

## Hàbitat
Viuen a fons rocallosos, algars o praderies (poques espècies viuen a la sorra).

## Costums
N'hi ha espècies que actuen com a desparasitadors.

## Taxonomia
Són 500 espècies repartides en 60 gèneres:
- Acantholabrus
- Achoerodus
- Ammolabrus
- Anampses
- Anchichoerops
- Austrolabrus
- Bodianus
- Centrolabrus
- Cheilinus
- Cheilio
- Choerodon
- Cirrhilabrus
- Clepticus
- Conniella
- Coris
- Ctenolabrus
- Cymolutes
- Decodon
- Diproctacanthus
- Doratonotus
- Dotalabrus
- Epibulus
- Eupetrichthys
- Frontilabrus
- Gomphosus
- Halichoeres
- Hemigymnus
- Hologymnosus
- Iniistius
- Julichthys
- Labrichthys
- Labroides
- Labropsis
- Labrus
- Lachnolaimus
- Lappanella
- Larabicus
- Leptojulis
- Macropharyngodon
- Malapterus
- Minilabrus
- Nelabrichthys
- Notolabrus
- Novaculichthys
- Novaculoides
- Ophthalmolepis
- Oxycheilinus
- Oxyjulis
- Paracheilinus
- Parajulis
- Pictilabrus
- Polylepion
- Pseudocheilinops
- Pseudocheilinus
- Pseudocoris
- Pseudodax
- Pseudojuloides
- Pseudolabrus
- Pteragogus
- Semicossyphus
- Stethojulis
- Suezichthys
- Symphodus
- Tautoga
- Tautogolabrus
- Terelabrus
- Thalassoma
- Wetmorella
- Xenojulis
- Xiphocheilus
- Xyrichtys[13][14][15][16][17]